# مارتین اکسنروت
مارتین اکسنروت (به سوئدی: Martin Axenrot) (زادهٔ ۵ مارس ۱۹۷۹،لینشوپینگ، سوئد) درامر سوئدی است. وی سابقاً عضو گروه‌های اپث و ویچری بوده و هم‌اکنون درامر بند بلادبث است. نخستین گروهی که در آن عضو شد Triumphator نام داشت که به همراه آن گروه تنها یک ئی‌پی منتشر کرد. وی در سال ۱۹۹۹ به گروه ویچری پیوست و از ۱۹۹۹ تا تا ۲۰۰۰ نیز با یک گروه به نام Nifelheim همکاری می‌کرد. وی در سال ۲۰۰۴ به ابرگروه بلودبث پیوست و به‌طور همزمان با گروه ویچری هم همکاری می‌کرد. وی از ۱۲ مه ۲۰۰۶ به عضویت گروه اپث درآمد و در پنج تور پایانی آن نیز حضور داشت.
هوادارن و اعضای گروه به شوخی لقب لگولاس، شخصیت ارباب حلقه‌ها، را به او داده‌اند. از صدای دوست دختر وی در آهنگ ابتدایی آلبوم واترشد استفاده شده‌است. وی در ۱۶ نوامبر سال ۲۰۲۱، بعد از ۱۵ سال، از اپث جدا شد.